# Anke Huber
Anke Huber (Bruchsal, Alemanya Occidental, 21 d'agost de 1990) és un extennista professional alemanya.
Va guanyar un total de dotze títols individuals i un de dobles, que li van permetre arribar al quart lloc del rànquing individual l'any 1996. Fou finalista de l'Open d'Austràlia l'any 1996, derrotada per l'estatunidenca Monica Seles. Fou habitual la seva participació en l'equip alemany de la Copa Federació i va guanyar el títol en l'edició de 1992.
El 2002 va començar a treballar per la federació alemanya de tennis, i posteriorment fou nomenada codirectora del torneig de Filderstadt.

## Biografia
Filla d'Edgar i Gerda, té un germà més gran, Frank.
Va tenir una relació sentimental amb el també tennista Andrei Medvedev. A l'abril de 2005 va néixer el seu fill Moritz Luca, i a l'octubre de 2006 la seva filla Laura Sophie, ambdós amb la seva parella Roger Wittmann.

## Torneigs de Grand Slam

### Individual: 1 (0−1)
| Resultat  | Núm. | Any  | Torneig          | Oponent      | Marcador |
| --------- | ---- | ---- | ---------------- | ------------ | -------- |
| Finalista | 1.   | 1996 | Open d'Austràlia | Monica Seles | 4−6, 1−6 |

## Palmarès: 15 (12−1−2)

### Individual: 23 (12−11)
| Llegenda                     |
| ---------------------------- |
| Grand Slam (0−1)             |
| WTA Tour Championships (0−1) |
| Tier I (1−1)                 |
| Tier II (4−6)                |
| Tier III (4−1)               |
| Tier IV (2−0)                |
| Tier V (1−1)                 |

| Títols per superfície |
| --------------------- |
| Dura (2−6)            |
| Gespa (1−0)           |
| Terra batuda (4−1)    |
| Moqueta (5−4)         |

| Resultat   | Núm. | Data                   | Torneig                                         | Superfície   | Oponent             | Marcador                |
| ---------- | ---- | ---------------------- | ----------------------------------------------- | ------------ | ------------------- | ----------------------- |
| Guanyadora | 1.   | 20 d'agost de 1990     | Schenectady, Estats Units                       | Dura         | Marianne Werdel     | 6−1, 5−7, 6−4           |
| Finalista  | 1.   | 24 de setembre de 1990 | Baiona, França                                  | Dura (i)     | Nathalie Tauziat    | 3−6, 6−7(8)             |
| Guanyadora | 2.   | 14 d'octubre de 1991   | Filderstadt, Alemanya                           | Moqueta (i)  | Martina Navrátilová | 2−6, 6−2, 7−6(4)        |
| Finalista  | 2.   | 11 de gener de 1993    | Sydney, Austràlia                               | Dura         | Jennifer Capriati   | 1−6, 4−6                |
| Guanyadora | 3.   | 12 de juliol de 1993   | Kitzbühel, Àustria                              | Terra batuda | Judith Wiesner      | 6−4, 6−1                |
| Finalista  | 3.   | 19 d'octubre de 1993   | Brighton, Regne Unit                            | Moqueta (i)  | Jana Novotná        | 2−6, 4−6                |
| Guanyadora | 4.   | 25 de juliol de 1994   | Maria Lankowitz (2)                             | Terra batuda | Judith Wiesner      | 6−3, 6−3                |
| Guanyadora | 5.   | 10 d'octubre de 1994   | Filderstadt (2)                                 | Dura (i)     | Mary Pierce         | 6−4, 6−2                |
| Guanyadora | 6.   | 7 de novembre de 1994  | Filadèlfia, Estats Units                        | Moqueta (i)  | Mary Pierce         | 6−0, 6−7(4), 7−5        |
| Guanyadora | 7.   | 25 de setembre de 1995 | Leipzig, Alemanya                               | Moqueta (i)  | Magdalena Maleeva   | Renúncia                |
| Finalista  | 4.   | 13 de novembre de 1995 | WTA Tour Championships, Nova York, Estats Units | Moqueta (i)  | Steffi Graf         | 1−6, 6−2, 1−6, 6−4, 3−6 |
| Finalista  | 5.   | 15 de gener de 1996    | Open d'Austràlia, Austràlia                     | Dura         | Monica Seles        | 4−6, 1−6                |
| Guanyadora | 8.   | 17 de juny de 1996     | 's-Hertogenbosch, Països Baixos                 | Herba        | Helena Suková       | 6−4, 7−6(2)             |
| Finalista  | 6.   | 12 d'agost de 1996     | Los Angeles, Estats Units                       | Dura         | Lindsay Davenport   | 2−6, 3−6                |
| Guanyadora | 9.   | 30 de setembre de 1996 | Leipzig (2)                                     | Moqueta (i)  | Iva Majoli          | 5−7, 6−3, 6−1           |
| Finalista  | 7.   | 7 d'octubre de 1996    | Filderstadt                                     | Dura (i)     | Martina Hingis      | 2−6, 6−3, 3−6           |
| Guanyadora | 10.  | 21 d'octubre de 1996   | Luxemburg, Luxemburg                            | Moqueta (i)  | Karina Habšudová    | 6−3, 6−0                |
| Finalista  | 8.   | 10 de febrer de 1997   | París, França                                   | Moqueta (i)  | Martina Hingis      | 3−6, 6−3, 3−6           |
| Finalista  | 9.   | 11 d'agost de 1997     | Toronto, Canadà                                 | Dura         | Monica Seles        | 2−6, 4−6                |
| Guanyadora | 11.  | 10 d'abril de 2000     | Estoril, Portugal                               | Terra batuda | Nathalie Dechy      | 6−2, 1−6, 7−5           |
| Guanyadora | 12.  | 17 de juliol de 2000   | Sopot, Polònia                                  | Terra batuda | Gala León García    | 7−6(4), 6−3             |
| Finalista  | 10.  | 5 de febrer de 2001    | París (2)                                       | Moqueta (i)  | Amélie Mauresmo     | 6−7(2), 1−6             |
| Finalista  | 11.  | 21 de maig de 2001     | Estrasburg, França                              | Terra batuda | Silvia Farina Elia  | 5−7, 6−0, 4−6           |

### Dobles: 4 (1−3)
| Llegenda                     |
| ---------------------------- |
| Grand Slam (0−0)             |
| WTA Tour Championships (0−0) |
| Tier I (0−1)                 |
| Tier II (1−2)                |
| Tier III (0−0)               |
| Tier IV (0−0)                |
| Tier V (0−0)                 |

| Títols per superfície |
| --------------------- |
| Dura (0−1)            |
| Gespa (0−0)           |
| Terra batuda (1−0)    |
| Moqueta (0−2)         |

| Resultat   | Núm. | Data                 | Torneig              | Superfície   | Parella              | Oponents                        | Marcador         |
| ---------- | ---- | -------------------- | -------------------- | ------------ | -------------------- | ------------------------------- | ---------------- |
| Finalista  | 1.   | 19 d'octubre de 1993 | Brighton, Regne Unit | Moqueta (i)  | Larisa Neiland       | Laura Golarsa Natalia Medvedeva | 3−6, 6−1, 4−6    |
| Guanyadora | 1.   | 28 d'abril de 1997   | Hamburg, Alemanya    | Terra batuda | Mary Pierce          | Ruxandra Dragomir Iva Majoli    | 2−6, 7−6(1), 6−2 |
| Finalista  | 2.   | 11 de gener de 1999  | Sydney, Austràlia    | Dura         | Mary Joe Fernández   | Elena Likhovtseva Ai Sugiyama   | 3−6, 6−2, 0−6    |
| Finalista  | 3.   | 18 d'octubre de 1999 | Moscou, Rússia       | Moqueta (i)  | Julie Halard-Decugis | Lisa Raymond Rennae Stubbs      | 1−6, 0−6         |

### Equips: 3 (2−1)
| Resultat   | Núm. | Data                 | Torneig                             | Superfície   | Equip                                   | Oponents                                  | Marcador |
| ---------- | ---- | -------------------- | ----------------------------------- | ------------ | --------------------------------------- | ----------------------------------------- | -------- |
| Guanyadora | 1.   | 19 de juliol de 1992 | Copa Federació, Frankfurt, Alemanya | Terra batuda | Sabine Hack Barbara Rittner Steffi Graf | Conchita Martínez Arantxa Sánchez Vicario | 2−1      |
| Finalista  | 1.   | 6 de gener de 1994   | Copa Hopman, Perth, Austràlia       | Dura         | Bernd Karbacher                         | Jana Novotná Petr Korda                   | 1−2      |
| Guanyadora | 2.   | 6 de gener de 1995   | Copa Hopman, Perth                  | Dura         | Boris Becker                            | Natalia Medvedeva Andrei Medvedev         | 3−0      |

## Trajectòria

### Individual
| Open d'Austràlia | A           | 3R          | QF          | QF | 4R          | 3R          | 4R          | F  | 4R          | SF          | 2R          | 1R | A  | 0 / 11 | 33 − 11 |
| Roland Garros | A           | A           | 3R          | 2R | SF          | 4R          | 4R          | 4R | 1R          | A           | A           | 4R | 2R | 0 / 9  | 21 − 9  |
| Wimbledon | A           | 2R          | 4R          | 3R | 4R          | 2R          | 4R          | 3R | 3R          | A           | 1R          | 4R | 4R | 0 / 11 | 23 − 11 |
| US Open | A           | 1R          | 2R          | 1R | 3R          | 2R          | 4R          | 1R | 3R          | 1R          | QF          | QF | 3R | 0 / 12 | 19 − 12 |
| Jocs Olímpics | No celebrat | No celebrat | No celebrat | QF | No celebrat | No celebrat | No celebrat | 3R | No celebrat | No celebrat | No celebrat | A  | NC | 0 / 2  | 5 – 2   |
| Rànquing a final d'any | 203         | 37          | 14          | 11 | 10          | 12          | 10          | 7  | 14          | 21          | 16          | 19 | 18 |        |         |
| Llegenda: G: Guanyadora; F: Finalista; SF: Semifinalista; QF: Quarts de final; Q: Qualificació; A: Absent; RR: Round Robin |             |             |             |    |             |             |             |    |             |             |             |    |    |        |         |

### Dobles
| Open d'Austràlia | 1R  | 1R  | 1R          | 1R          | 1R          | 3R | 3R          | 3R          | 1R          | 1R | A  | 0 / 10 | 6 − 10 |  |
| Roland Garros | 3R  | SF  | 1R          | 2R          | A           | A  | 1R          | A           | A           | QF | QF | 0 / 7  | 13 − 7 |  |
| Wimbledon | 1R  | 3R  | 2R          | 2R          | A           | A  | 2R          | A           | A           | 3R | 1R | 0 / 7  | 7 − 7  |  |
| US Open | 1R  | 1R  | 1R          | A           | 2R          | 1R | 3R          | 1R          | 2R          | QF | 2R | 0 / 10 | 8 − 10 |  |
| Jocs Olímpics | NC  | 3R  | No celebrat | No celebrat | No celebrat | A  | No celebrat | No celebrat | No celebrat | A  | NC | 0 / 1  | 1 – 1  |  |
| Rànquing a final d'any | 257 | 157 | 41          | 30          | 78          | 96 | 135         | 26          | 82          | 36 | 40 | 73     |        |  |
| Llegenda: G: Guanyadora; F: Finalista; SF: Semifinalista; QF: Quarts de final; Q: Qualificació; A: Absent; RR: Round Robin |     |     |             |             |             |    |             |             |             |    |    |        |        |  |